# موریس ای. گودمن
موریس ای. گودمن (زاده ۹ نوامبر ۱۹۴۵) نویسنده و سخنران انگیزشی اهل آمریکا است. گودمن پس از بهبودی از یک سقوط هواپیما، که موجب فلج شدن او شد و قادر به حرکت، تنفس، حرف زدن یا بلعیدن نبود
، «مرد معجزه» لقب گرفت.

## زندگی‌نامه
براساس خودزندگینامه‌ای که در سال ۱۹۸۵ منتشر کرد، گودمن در تابستان سال ۱۹۷۰ دانشگاه را رها کرده و بی‌هدف و انگیزه بود. سال ۱۹۳۷ در یک کتاب‌فروشی محلی کتاب بیندیشید و ثروتمند شوید نوشتهٔ ناپلئون هیلو همین‌طور کتاب‌ها و نوارهایی از دیگر سخنرانان انگیزشی مانند زیگ زیگلار پیدا کرد. بدنبال آن گودمن به عنوان حرفه تمام عمرش وارد صنعت بیمه شد، جایی که عمویش هم کار می‌کرد. در طی ده سال، او شرکت خودش، موریس گودمن و همکارانش را اداره می‌کرد.
در ماه مارس سال ۱۹۸۱، گودمن گواهینامهٔ خلبانی خود را دریافت کرده و هواپیمای خودش، یک سسنا ۱۷۲ را خریداری کرد. در ۱۰ مارس ۱۹۸۱ گودمن به خلیج چساپیک و بخش جنوبی شبه‌جزیره دیلماروا پرواز کرد. بدون هیچ هشداری، موتور هواپیما قدرتش را از دست داد. گودمن تلاش کرد هواپیما را به باند فرودگاه کیپ چارلز در ویرجینیا بازگرداند تا بتواند فرود اضطراری کند. هنگامی که به باند فرودگاه نزدیک شد، هواپیما با سیمهای برقی که در ارتفاع کمی قرار داشتند برخورد کرد، هواپیما به زمین سقوط کرده و واژگون شد. اولین و دومین مهرهٔ گردن گودمن شکسته و به‌طور کامل فلج شد. او قادر به نفس کشیدن، صحبت کردن و بلع غذا نبود و تنها با پلک زدن می‌توانست با دیگران ارتباط برقرار کند.
گودمن بعد از معالجات اولیه در بیمارستان محلی در نزدیک ناساوادوکس، ویرجینیا به بیمارستان عمومی نورفک در شهر نورفک، ویرجینیا منتقل شده و در آنجا تحت عمل جراحی قرار گرفت. پت والدو، خواهر گودمن، متوجه شد که او با توجه به حرکت محدود چشم خود هوشیار است. والدو مجموعه‌ای از نمودارهایی را که حاوی الفبا و موضوعات مهم دیگری بود، ساخت. هر آیتم با شمارهٔ خاصی مرتبط بود. گودمن با توجه به اعداد مربوط به هر آیتم در هر نمودار چندین بار پلک زده و با این روش می‌توانست ارتباط محدودی داشته باشد.
در ۶ آوریل ۱۹۸۱ گودمن به مرکز پزشکی دانشگاه ویرجینیا در شهر شارلوتزویل، ویرجینیا منتقل شد. پس از هفته‌ها تمرین شدید و استفاده داوطلبانه و ارادی از دیگر ماهیچه‌های شکمی توانست برای اولین بار پس از سقوط بدون استفاده از دستگاه نفس بکشد. پزشکان به تدریج تنظیمات دستگاه تنفس مصنوعی گودمن را کاهش دادند تا سرانجام او بدون نیاز به دستگاه قادر به تنفس شد. بزودی گودمن با کمک گفتار درمانگر شروع به تمرین صحبت کرد و توانست کلمهٔ «مامان» را به زبان بیاورد. در اول ژوئن ۱۹۸۱ گودمن به «د تاورز» مرکز توانبخشی پیشین مرکز پزشکی دانشگاه ویرجینیا منتقل شد و در آنجا توانست دوباره خودش غذا بخورد و شروع به تمرین راه رفتن کرد.
در ششم ژوئیه ۱۹۸۱ مرکز توانبخشی وودرو ویلسون در فیشرزویل، ویرجینیا گودمن را پذیرفت. با فیزیوتراپی و کاردرمانی گودمن به تلاش خود برای تقویت ماهیچهٔ پا و استقامت خود ادامه داد، تا توانست بایستد. پس از چند هفته گودمن بدون کمک قادر به راه رفتن بود و در ۱۳ نوامبر ۱۹۸۱ از بیمارستان مرخص شد.

## حضور در رسانه‌ها
گودمن کتابی در مورد تجربیاتش نوشت: «مرد معجزه: داستان الهام بخش انگیزه و شجاعت» یک فیلم کوتاه انگیزشی/آموزشی هم در مورد تجربه موریس ساخته شد. و فیلمی هم در مورد داستان او که توسط برایان جود نوشته، کارگردانی و تولید می‌شود در حال حاضر در حال ساخت است. گودمن همچنین در فیلم مستند راندا برن و کتاب راز هم ظاهر شده‌است.